# 李承铉
李承铉（英語：Nathan Scott Lee，羅馬化：Lee Seung-hyun，1984年10月30日—），韩裔美国人，男歌手兼演员，原韩国男子音乐组合TAKE的成员。2009年于中国大陸娱乐圈發展至今。

## 早年生活及教育
李承铉曾用汉字名李承炫，于1984年10月30日生于美国德克萨斯州泰勒县，在加利福尼亚州洛杉矶市长大。他的父母李胜彬（音译）和李美淑（音译）来自韩国，妹妹是已故歌手Joanne。
18岁时，李承铉只身来到韩国与姑父同住。当时姑夫建议李承铉从事演艺，李承铉便开始了他的练习生涯。当时，李承铉的住址在TAKE的培训宿舍附近，偶然被同个社区的经纪人发掘，成为了TAKE的一员，取得了家人的支持后顺利出道。

## 演艺生涯
2003年3月28日，李承铉以韩国男子音乐组合TAKE出道，4月17日随组合推出首张专辑《1 STORY》。
2009年，组合正在中国人民共和国发展，但因其他成员的回韩国服兵役，美国籍的李承铉独自留在中华人民共和国娱乐圈发展至今。

## 個人生活
2013年8月，李承鉉与中国大陆艺人戚薇被媒體拍到深夜吃完烤肉以後一同回公寓的畫面，兩人戀情曝光。
2014年6月18日，巴西當地時間下午16:00在福塔萊薩的卡斯特勞體育場烏拉圭對陣哥斯大黎加的比賽現場。戚薇和李承鉉出現在觀眾區，兩人相約巴西，向外界公開兩人的戀情。
2014年6月19日，戚薇在微博公布與李承鉉交往。
2014年6月28日，戚薇現身某活動現場時，坦言李承鉉已見過自己父母。戚薇滿臉甜蜜道：「我爸媽覺得他不錯，是個很孝順並有著很強家庭責任感的男生，可以給我很好的照顧和愛。」戚薇表示：「自己的感情肯定要用心地經營。」
2014年8月2日，戚薇、李承鉉來到塞班島度假，李承鉉在拍攝《時尚新娘》雜誌時，向戚薇求婚成功。
2014年8月25日上午10時多，戚薇在微博曬出婚紗照並喊話李承鉉：「鉉歐巴，來中國做女婿，可好？」隨後，李承鉉第一時間回應：「中秋月圓之日，正是我當中國女婿之時。」兩人將於9月8日在美國拉斯維加斯舉行婚禮。
2015年1月16日，在加州生下女儿李乐祺（Trinity Lucky Lee），小名Lucky。
在2025年2月21日播出的芒果TV综艺节目《妻子的浪漫旅行2025》中，李承铉表示自己已获得俗称“五星卡”的中华人民共和国外国人永久居留身份证。

## 演出作品

### 電視劇
| 首播   | 電視台／國家(地區) | 劇名             | 角色   | 備註                                       |
| 不詳   | KBS                | 盧家的羅曼斯     | 不詳   |                                            |
| 2001年 | SBS                | 守護天使         | 不詳   | 與宋慧喬、金旻鍾、金玟、尹多勳合演         |
| 2007年 | 山東衛視           | 會有天使替我愛你 | 尹堂曜 | 與金正勳、范冰冰、傅晶、趙俊龍、杨浩煜合演 |
| 2009年 | 中國大陸           | 星光依舊燦爛     | 張悅豪 | 與范植偉、潘嘉麗、伍思凱合演               |
| 2010年 | 湖南衛視           | 杨贵妃秘史       | 高仙芝 | 與黄秋生等合演                             |
| 2012年 | 湖南衛視           | 寶貝媽媽寶貝女   | 邵曉天 | 與張晨光、殷葉子等合演                     |
| 2013年 | 東方衛視           | 全民公主         | 華雨恩 | 與安以轩、孙艺洲等合演                     |
| 2013年 | 湖南衛視           | 唐宫燕           | 李隆基 | 與惠英红、刘心悠等合演                     |
| 2014年 | 中國大陸           | 新京華煙雲       | 曾新亞 | 與李晟、李曼等合演                         |
| 2014年 | 中國大陸           | 格子間女人       | 沈培   | 與唐嫣、吳卓羲等合演                       |
| 2016年 | 中國大陸           | 小別離           | 歌手   |                                            |
| 2017年 | 中國大陸           | 恋恋阙歌         | 司徒恋 | 與林鹏、朱梓骁等合演                       |
| 2022年 | 中國大陸           | 安娜的爱人       | 林志勳 | 2016年拍攝                                 |
| 待播   | 中國大陸           | 世界上的另一个我 | 池炎烈 | 與戚薇等合演                               |

### 電影
| 首映   | 劇名             | 角色   |
| 2010年 | 愛來不來         | 周喬   |
| 2010年 | 娜娜的玫瑰戰爭   | 洛陽   |
| 2011年 | 2012來了         | 蘇錦   |
| 2012年 | 結婚狂想曲       | 邱志宏 |
| 2013年 | 我的男男男男朋友 | 許博文 |
| 2015年 | 黄金福将         |        |

### MV
- 主演TAKE MV《化蝶》
- 主演TAKE MV《一句話》
- 中國歌手程怡 MV《范兒》
- 戚薇 《我們我們》
- 電視劇<半是蜜糖半是傷>主題曲MV《Thing I Do For Love》

### 綜藝節目
| 首播          | 電視台／國家      | 節目名                      | 備註                                               |      |        |        |
| 2008          | 無線電視 湖南衛視 | 舞動奇跡第二季              | 與無線電視藝員胡定欣組成一組 奪得季軍              |      |        |        |
| 2013年        | 江蘇衛視          | 星跳水立方                  | 參賽者                                             |      |        |        |
| 2015          | 浙江衛視          | 遠方的爸爸                  | 跨國寻父節目                                       |      |        |        |
| 2015          | 浙江衛視          | 出发吧爱情                  | 與妻子戚薇參與                                     |      |        |        |
| 2016          | JTBC              | Two Yoo Project - Sugar Man | 與TAKE成員申承熙、張成宰、金度完                   |      |        |        |
| 2016          | 浙江衛視          | 来吧冠军                    |                                                    |      |        |        |
| 2018年        | 優酷              | 想想办法吧，爸爸！          | 與妻子戚薇、女兒Lucky參與                          |      |        |        |
| 2019          | 爱奇艺            | 这样唱好美                  | 與妻子戚薇參與                                     |      |        |        |
| 2021          | 湖南衛視          | 披荊斬棘的哥哥              | 舞台競賽的常勝將軍，最終成績為第2名，整體排名第3名 |      |        |        |
| 2021          | 湖南衛視          | 我們的滾燙人生              |                                                    |      |        |        |
| 2022年8月     | 優酷              | 這就是街舞5                 | 隊長                                               |      |        |        |
| 2022年8月     | 湖南衛視          | 披荊斬棘2                   | 從零開始，重歸舞台                                 |      |        |        |
| 日期          | 場數              | 單位                        | 舞種                                               | 結果 | 總分數 | 排名   |
| 2008年4月17日 | 第一場            | 男藝人待定賽                | 鬥牛舞                                             | 晉級 | 17.10  | 第二名 |
| 2008年4月18日 | 第二場            | 女藝人待定賽                | /                                                  | /    | /      | /      |
| 2008年4月24日 | 第三場            | 男藝人10進9                 | 勁舞×探戈                                          | 晉級 | 16.21  | 第六名 |
| 2008年4月25日 | 第四場            | 女藝人10進9                 | /                                                  | /    | /      | /      |
| 2008年5月2日  | 第五場            | 組合9進8待定賽              | 爵士                                               | 晉級 | 17.71  | 第一名 |
| 2008年5月9日  | 第六場            | 組合9進8                    | 狐步舞×維也納華爾玆                                | 晉級 | 17.4   | 第七名 |
| 2008年5月23日 | 第七場            | 組合8進6待定賽              | 爵士/現代舞                                        | 晉級 | 18.49  | 第一名 |
| 2008年5月30日 | 第八場            | 組合8進6                    | 爵士                                               | 晉級 | 36.98  | 第一名 |
| 2008年6月6日  | 第九場            | 第一輪                      | 現代中國爵士舞（胡定欣出賽）                       | /    | 17.90  | 第二名 |
| 2008年6月6日  | 第九場            | 第二輪                      | 阿根廷探戈                                         | 晉級 | 18.37  | 第二名 |
| 2008年6月13日 | 決戰之夜          | 第一輪                      | 爵士（李承鉉出賽）                                 | /    | 16.72  | 第二名 |
| 2008年6月13日 | 決戰之夜          | 第二輪                      | 快步×牛仔                                          | /    | 17.2   | 第三名 |
| 2008年6月13日 | 決戰之夜          | 第三輪                      | 現代中国爵士舞×爵士                                | /    | 17.45  | 第四名 |
| 2008年6月13日 | 決戰之夜          | /                           | /                                                  | 季軍 | 51.37  | 第三名 |